# Burmarrad
Burmarrad község Málta északi részén, San Pawl il-Baħar helyi tanácsának területén.

## Története
Az ember első nyomai Il-Qolla dombján találhatók, ahol erődített bronzkori település állt. A rómaiak idején is lakott terület volt. A hagyomány szerint Publius helytartó a Szent Pál-kápolnánál találkozott az apostollal. 1436-ban De Mello püspök összeírásában mint "ősi birtok" szerepel. 1575-ben Mellieħa egyházközségéhez tartozott. 1799. február 1-jén a Szent Pál-kápolnánál találkozott Alexander Ball kapitány - John Vivion és John Cresswell kapitányok kíséretében - a franciák ellen fellázadt máltaiak képviselőivel. Az első világháború idején árokásás közben ősi cseréptöredékeket és falmaradványokat találtak. 1964-ben a templom mellett olasz régészek jelentős olajsajtoló maradványait találták meg. A gazdag épületet magának Publiusnak tulajdonították, a feltárás azóta is folyik. 1971 óta önálló egyházközség. 2010. márciusától részlegesen önálló mini-tanácsot kap.

## Nevezetességei
- Mária Szeplőtelen Szíve plébániatemplom[4]
- Szt. Pál-kápolna[2] (Kappella San Pawl Milqi): Málta egyik legrégibb temploma, római villa alapjaira épült, mai - harmadik - épületét 1964-ben szentelték fel
- Szent Margit kápolna (Kappella Santa Margerita)